# Persone di nome Stanley
| Questa pagina contiene informazioni ricavate automaticamente dalle voci biografiche con l'ausilio del template Bio e di un bot. L'aggiornamento è periodico e automatico e ricostruisce completamente la pagina. Se manca una persona in questa lista, sei pregato di non aggiungerla, ma accertati piuttosto che la sua voce biografica contenga il template Bio e che i dati anagrafici siano correttamente compilati. Se il template Bio manca, inseriscilo tu stesso o, in alternativa, metti l'avviso {{tmp\|Bio}} che ne segnala la mancanza. Se i dati riportati sono sbagliati, correggi direttamente la voce biografica; le modifiche saranno visibili in questa lista entro pochi giorni. Per chiarimenti vedi il progetto antroponimi. La lista contiene solo le 204 persone che sono citate nell'enciclopedia e per le quali è stato implementato correttamente il template Bio. Pagina aggiornata al 16 ott 2024. |

Questa è una lista di persone presenti nell'enciclopedia che hanno il prenome Stanley, suddivise per attività principale.

## Allenatori di calcio(5)
- Stan Charlton, allenatore di calcio e calciatore inglese (Exeter, n. 1929 - Dorchester, † 2012)
- Stanley Menzo, allenatore di calcio e ex calciatore olandese (Paramaribo, n. 1963)
- Stan Pearson, allenatore di calcio e calciatore inglese (Salford, n. 1919 - Jacksonville, † 1997)
- Stanley Tshosane, allenatore di calcio e ex calciatore botswano (Distretto Nordorientale, n. 1957)
- Stanley Waita, allenatore di calcio e ex calciatore salomonese (n. 1979)

## Allenatori di hockey su ghiaccio(2)
- Stan Drulia, allenatore di hockey su ghiaccio e ex hockeista su ghiaccio statunitense (Elmira, n. 1968)
- Stan Moore, allenatore di hockey su ghiaccio e ex hockeista su ghiaccio statunitense (Massena, n. 1956)

## Allenatori di pallacanestro(3)
- Stan Heath, allenatore di pallacanestro statunitense (n. 1964)
- Stan Van Gundy, allenatore di pallacanestro statunitense (Indio, n. 1959)
- Stan Watts, allenatore di pallacanestro statunitense (Murray, n. 1911 - Provo, † 2000)

## Ammiragli(1)
- Stanley Colville, ammiraglio scozzese (Londra, n. 1861 - † 1939)

## Antropologhe(1)
- Ann Dunham, antropologa statunitense (Wichita, n. 1942 - Honolulu, † 1995)

## Arbitri di calcio(1)
- Stanley Rous, arbitro di calcio e dirigente sportivo inglese (Mutford, n. 1895 - Londra, † 1986)

## Artisti(4)
- Stanley Brouwn, artista olandese (Paramaribo, n. 1935 - Amsterdam, † 2017)
- Stanley Donwood, artista e scrittore inglese (Essex, n. 1968)
- Stanley William Hayter, artista britannico (Londra, n. 1901 - Parigi, † 1988)
- Stanley Mouse, artista statunitense (n. 1940)

## Astronauti(2)
- David Griggs, astronauta statunitense (Portland, n. 1939 - Earle, † 1989)
- Stanley Love, astronauta statunitense (San Diego, n. 1965)

## Attivisti(1)
- Stanley Green, attivista britannico (Harringay, n. 1915 - Londra, † 1993)

## Attori(19)
- Stanley Adams, attore statunitense (New York, n. 1915 - Santa Monica, † 1977)
- Stanley Anderson, attore statunitense (Billings, n. 1939 - Santa Rosa, † 2018)
- David Andrews, attore statunitense (Baton Rouge, n. 1952)
- Stanley Andrews, attore statunitense (Chicago, n. 1891 - Los Angeles, † 1969)
- Stanley Dark, attore, commediografo e sceneggiatore inglese (Londra, n. 1874)
- Stanley DeSantis, attore statunitense (Roslyn, n. 1953 - Los Angeles, † 2005)
- Jango Edwards, attore, cantante e showman statunitense (Detroit, n. 1950 - Barcellona, † 2023)
- Stanley Fields, attore statunitense (Allegheny, n. 1883 - Los Angeles, † 1941)
- Stan Freberg, attore, doppiatore e regista statunitense (Pasadena, n. 1926 - Santa Monica, † 2015)
- Stanley Holloway, attore britannico (Londra, n. 1890 - Littlehampton, † 1982)
- Stanley Kamel, attore statunitense (South River, n. 1943 - Los Angeles, † 2008)
- Stanley Logan, attore, regista e sceneggiatore britannico (Earlsfield, n. 1885 - New York, † 1953)
- Stanley Wayne Mathis, attore, cantante e ballerino statunitense (Washington, n. 1955)
- Stanley Price, attore statunitense (n. 1892 - Garden Grove, † 1955)
- Stanley Ridges, attore britannico (Southampton, n. 1890 - Westbrook, † 1951)
- Tiny Sandford, attore statunitense (Osage, n. 1894 - Los Angeles, † 1961)
- Stanley Tucci, attore e regista statunitense (Peekskill, n. 1960)
- Stanley Walpole, attore australiano (Melbourne, n. 1886 - Melbourne, † 1968)
- Stanley Weber, attore e regista francese (Parigi, n. 1986)

## Aviatori(1)
- Stanley Stanger, aviatore canadese (Montreal, n. 1894 - Montreal, † 1967)

## Avvocati(1)
- Stanley Buckmaster, I visconte Buckmaster, avvocato e politico inglese (Londra, n. 1861 - Londra, † 1934)

## Bassisti(1)
- Stanley Clarke, bassista, polistrumentista e compositore statunitense (Filadelfia, n. 1951)

## Biochimici(3)
- Stanley Cohen, biochimico statunitense (New York, n. 1922 - Nashville, † 2020)
- Stanley Miller, biochimico statunitense (Oakland, n. 1930 - National City, † 2007)
- Stanley Prusiner, biochimico e neurologo statunitense (Des Moines, n. 1942)

## Bobbisti(1)
- Stanley Benham, bobbista statunitense (Lake Placid, n. 1913 - Miami, † 1970)

## Calciatori(23)
- Stanley Amuzie, calciatore nigeriano (Lagos, n. 1996)
- Stan Anderson, calciatore e allenatore di calcio inglese (Horden, n. 1933 - † 2018)
- Stanley Atani, calciatore francese (Papeete, n. 1990)
- Stan Bowles, calciatore inglese (Manchester, n. 1948 - Londra, † 2024)
- Stan Collymore, ex calciatore inglese (Stone, n. 1971)
- Stan Earle, calciatore inglese (Londra, n. 1897 - Colchester, † 1971)
- Stan Eastham, calciatore inglese (Bolton, n. 1913 - Australia Occidentale, † 1997)
- Stanley Elbers, ex calciatore olandese (Wassenaar, n. 1992)
- Stanley Ibe, calciatore nigeriano (Abia, n. 1984)
- Stanley Kanu, calciatore nigeriano (n. 1999)
- Stanley Kgatla, ex calciatore sudafricano (Tzaneen, n. 1982)
- Stan Lynn, calciatore inglese (Bolton, n. 1928 - Birmingham, † 2002)
- Stanley Matthews, calciatore e allenatore di calcio inglese (Hanley, n. 1915 - Stoke-on-Trent, † 2000)
- Stan Milburn, calciatore inglese (Ashington, n. 1926 - † 2010)
- Stan Mortensen, calciatore e allenatore di calcio inglese (South Shields, n. 1921 - Blackpool, † 1991)
- Stanley Nsoki, calciatore francese (Poissy, n. 1999)
- Stanley Nwabili, calciatore nigeriano (Lagos, n. 1996)
- Stanley Ohawuchi, calciatore nigeriano (Bayelsa, n. 1990)
- Stanley Okoro, ex calciatore nigeriano (Enugu, n. 1992)
- Stanley Aborah, ex calciatore ghanese (Kumasi, n. 1987)
- Stanley Ratifo, calciatore mozambicano (Halle, n. 1994)
- Stanley Sanudi, calciatore malawiano (Dedza, n. 1995)
- Stan Startzell, ex calciatore statunitense (McClure, n. 1950)

## Cantanti(2)
- Stanley Huang, cantante e attore taiwanese (Taipei, n. 1974)
- Bobby Vinton, cantante statunitense (Canonsburg, n. 1935)

## Cantautori(1)
- Stan Rogers, cantautore canadese (Hamilton, n. 1949 - Hebron, † 1983)

## Cestisti(31)
- Stanley Asumnu, ex cestista statunitense (Houston, n. 1982)
- Stan Brown, cestista statunitense (Filadelfia, n. 1929 - Dover, † 2009)
- Stanley Brundy, ex cestista statunitense (New Orleans, n. 1967)
- Stanley Burrell, ex cestista statunitense (Indianapolis, n. 1984)
- Stan Dargis, cestista lituano (Palanga, n. 1928 - † 2004)
- Stanley Gumut, ex cestista nigeriano (Jos, n. 1986)
- Stanley Jackson, ex cestista statunitense (Tuskegee, n. 1970)
- Stanley Johnson, cestista statunitense (Anaheim, n. 1996)
- Stan Kimbrough, ex cestista statunitense (Tuscaloosa, n. 1966)
- Stan Love, ex cestista statunitense (Los Angeles, n. 1949)
- Stan McMeekan, cestista britannico (Birmingham, n. 1925 - Solihull, † 1971)
- Stan McKenzie, cestista statunitense (Miami, n. 1944 - Dallas, † 2021)
- Stan Miasek, cestista statunitense (New York, n. 1923 - Parkville, † 1989)
- Stanley Nantais, cestista e allenatore di pallacanestro canadese (Windsor, n. 1913 - Toronto, † 2004)
- Stan Noszka, cestista e politico statunitense (Pittsburgh, n. 1920 - Aspinwall, † 1991)
- Stan Okoye, cestista statunitense (Raleigh, n. 1991)
- Stan Patrick, cestista e allenatore di pallacanestro statunitense (n. 1922 - Belvidere, † 2000)
- Stan Pietkiewicz, ex cestista statunitense (Huntsville, n. 1956)
- Stanley Pringle, cestista statunitense (San Diego, n. 1987)
- Stanley Roberts, ex cestista statunitense (Hopkins, n. 1970)
- Stanley Robinson, cestista statunitense (Birmingham, n. 1988 - Birmingham, † 2020)
- Stan Stutz, cestista e allenatore di pallacanestro statunitense (Worcester, n. 1920 - New Rochelle, † 1975)
- Stan Szukala, cestista statunitense (Chicago, n. 1918 - Niles, † 2003)
- Stanley Umude, cestista statunitense (Portland, n. 1999)
- Whitey Von Nieda, cestista e allenatore di pallacanestro statunitense (Ephrata, n. 1922 - Elizabethtown, † 2023)
- Stan Washington, ex cestista statunitense (Washington, n. 1952)
- Stan Waxman, cestista e allenatore di pallacanestro statunitense (n. 1922 - † 2013)
- Stan Weber, cestista statunitense (Pettisville, n. 1925 - Toledo, † 2011)
- Stanley Weston, cestista britannico (Kings Norton, n. 1923 - Dudley, † 2000)
- Stanley Whittaker, cestista statunitense (Filadelfia, n. 1994)
- Stan Zadel, cestista statunitense (Chicago, n. 1916 - Clear Lake, † 1982)

## Chimici(3)
- Stanley Pons, chimico statunitense (Valdese, n. 1943)
- Stanley Rossiter Benedict, chimico e biochimico statunitense (Cincinnati, n. 1884 - † 1936)
- Stanley Gerald Thompson, chimico statunitense (Los Angeles, n. 1912 - Berkeley, † 1976)

## Chitarristi(1)
- Stanley Jordan, chitarrista statunitense (Chicago, n. 1959)

## Clarinettisti(1)
- Stanley Drucker, clarinettista statunitense (Brooklyn, n. 1929 - Vista, † 2022)

## Comici(1)
- Stanley Baxter, comico, attore e umorista scozzese (Glasgow, n. 1926)

## Compositori(2)
- Stanley Myers, compositore inglese (Birmingham, n. 1930 - Londra, † 1993)
- Stan Kenton, compositore, direttore d'orchestra e pianista statunitense (Wichita, n. 1911 - Los Angeles, † 1979)

## Criminali(1)
- Stanley Williams, criminale, attivista e scrittore statunitense (Shreveport, n. 1953 - San Quintino, † 2005)

## Critici letterari(2)
- Stanley Edgar Hyman, critico letterario statunitense (Brooklyn, n. 1919 - North Bennington, † 1970)
- Stanley Wells, critico letterario e anglista britannico (Kingston upon Hull, n. 1930)

## Critici musicali(1)
- Stanley Sadie, critico musicale e musicologo inglese (Wembley, n. 1930 - Cossington, † 2005)

## Direttori della fotografia(1)
- Stanley Cortez, direttore della fotografia statunitense (New York, n. 1905 - Los Angeles, † 1997)

## Dirigenti sportivi(1)
- Stan Bowman, dirigente sportivo canadese (Montréal, n. 1973)

## Economisti(1)
- Stanley Fischer, economista, dirigente d'azienda e banchiere israeliano (Mazabuka, n. 1943)

## Filosofi(1)
- Stanley Cavell, filosofo statunitense (Atlanta, n. 1926 - Boston, † 2018)

## Fisarmonicisti(1)
- Buckwheat Zydeco, fisarmonicista statunitense (Lafayette, n. 1947 - Lafayette, † 2016)

## Fisici(1)
- Stanley Mandelstam, fisico statunitense (Johannesburg, n. 1929 - Berkeley, † 2016)

## Fotografi(1)
- Stanley Forman, fotografo statunitense (Winthrop, n. 1945)

## Fotoreporter(1)
- Stanley Greene, fotoreporter statunitense (Brooklyn, n. 1949 - Parigi, † 2017)

## Fumettisti(2)
- Stan Drake, fumettista statunitense (New York, n. 1921 - † 1997)
- Stan Lee, fumettista, editore e produttore cinematografico statunitense (New York, n. 1922 - Los Angeles, † 2018)

## Generali(1)
- Stanley A. McChrystal, generale statunitense (Fort Leavenworth, n. 1954)

## Genetisti(1)
- Stanley Cohen, genetista statunitense (Perth Amboy, n. 1935)

## Giocatori di baseball(3)
- Stan Coveleski, giocatore di baseball statunitense (Shamokin, n. 1889 - South Bend, † 1984)
- Bucky Harris, giocatore di baseball e allenatore di baseball statunitense (Port Jervis, n. 1896 - Bethesda, † 1977)
- Stan Musial, giocatore di baseball statunitense (Donora, n. 1920 - Ladue, † 2013)

## Giocatori di football americano(11)
- Stan Brock, ex giocatore di football americano e allenatore di football americano statunitense (Portland, n. 1958)
- Stan Gelbaugh, ex giocatore di football americano statunitense (Carlisle, n. 1962)
- Stanley Havili, giocatore di football americano statunitense (Salt Lake City, n. 1987)
- Stan Heath, giocatore di football americano statunitense (Toledo, n. 1927 - Jesup, † 2010)
- Stanley Jean-Baptiste, giocatore di football americano statunitense (Miami, n. 1990)
- Stan Jones, giocatore di football americano statunitense (Altoona, n. 1931 - Broomfield, † 2010)
- Stan Mauldin, giocatore di football americano statunitense (Amarillo, n. 1920 - Chicago, † 1948)
- Stanley Morgan, ex giocatore di football americano statunitense (Easley, n. 1955)
- Stanley Richard, ex giocatore di football americano statunitense (Mineola, n. 1967)
- Tony Woods, ex giocatore di football americano statunitense (Newark, n. 1965)
- Stanley Zeregbe, giocatore di football americano francese (Saint-Denis, n. 1997)

## Giornalisti(1)
- Stanley Karnow, giornalista, scrittore e storico statunitense (New York, n. 1925 - Potomac, † 2013)

## Giuristi(1)
- Stanley Burbury, giurista e politico australiano (Perth, n. 1909 - Hobart, † 1995)

## Imprenditori(2)
- Stanley Ho, imprenditore cinese (Hong Kong, n. 1921 - Hong Kong, † 2020)
- Stan Klos, imprenditore, ex cestista e politico statunitense (New York, n. 1954)

## Insegnanti(1)
- Stanley Fish, insegnante, filosofo e critico letterario statunitense (Providence, n. 1938)

## Inventori(1)
- S. Donald Stookey, inventore statunitense (Hay Springs, n. 1915 - Rochester, † 2014)

## Lottatori(2)
- Stanley Bacon, lottatore britannico (Londra, n. 1885 - Londra, † 1952)
- Stanley Dziedzic, ex lottatore statunitense (Allentown, n. 1949)

## Maratoneti(1)
- Stanley Biwott, maratoneta keniota (n. 1986)

## Marciatori(1)
- Stan Vickers, marciatore britannico (Lewisham, n. 1932 - Seaford, † 2013)

## Matematici(2)
- Stanley Mazor, matematico e informatico statunitense (Chicago, n. 1941)
- Stanley Skewes, matematico sudafricano (Sudafrica, n. 1899 - Sudafrica, † 1988)

## Mezzofondisti(1)
- Stanley Mburu, mezzofondista keniota (n. 2000)

## Militari(1)
- Stanley Venn Ellis, militare e marinaio britannico (Carlton, n. 1875 - battaglia dello Jutland, † 1916)

## Orientalisti(1)
- Stanley Lane-Poole, orientalista, archeologo e numismatico britannico (Londra, n. 1854 - † 1931)

## Ostacolisti(1)
- Grant Holloway, ostacolista statunitense (Chesapeake, n. 1997)

## Pallanuotisti(2)
- Stan Cole, pallanuotista statunitense (Dover, n. 1945 - Encinitas, † 2018)
- Stan Hawkins, pallanuotista britannico (n. 1924 - Coulsdon, † 2004)

## Piloti motociclistici(1)
- Mike Hailwood, pilota motociclistico e pilota automobilistico britannico (Great Milton, n. 1940 - Birmingham, † 1981)

## Pistard(1)
- Stan Chambers, pistard britannico (Hackney, n. 1910 - Hove, † 1991)

## Pittori(1)
- Stanley Spencer, pittore britannico (Cookham, n. 1891 - Cliveden, † 1959)

## Poeti(1)
- Stanley Kunitz, poeta statunitense (Worcester, n. 1905 - Manhattan, † 2006)

## Politici(3)
- Stanley Baldwin, politico britannico (Bewdley, n. 1867 - Stourport-on-Severn, † 1947)
- Stanley Bruce, politico australiano (Melbourne, n. 1883 - Londra, † 1967)
- Stanley Clinton Davis, politico britannico (Londra, n. 1928 - † 2023)

## Politologi(1)
- Stanley Hoffmann, politologo austriaco (Vienna, n. 1928 - Cambridge, † 2015)

## Presbiteri(1)
- Stanley Francis Rother, presbitero e missionario statunitense (Okarche, n. 1935 - Santiago Atitlán, † 1981)

## Produttori cinematografici(1)
- Stanley R. Jaffe, produttore cinematografico e regista statunitense (New Rochelle, n. 1940)

## Psicologi(3)
- Stanley Milgram, psicologo statunitense (New York, n. 1933 - New York, † 1984)
- Stanley Schachter, psicologo statunitense (Flushing, n. 1922 - East Hampton, † 1997)
- Stanley Smith Stevens, psicologo statunitense (Ogden, n. 1906 - Vail, † 1973)

## Pugili(1)
- Stanley Ketchel, pugile statunitense (Grand Rapids, n. 1886 - Concord, † 1910)

## Rapper(3)
- Flesh-n-Bone, rapper statunitense (Cleveland, n. 1973)
- MC Hammer, rapper e ballerino statunitense (Oakland, n. 1962)
- Stat Quo, rapper statunitense (Atlanta, n. 1979)

## Registi(6)
- Stanley Donen, regista e coreografo statunitense (Columbia, n. 1924 - New York, † 2019)
- Stan Dragoti, regista statunitense (New York City, n. 1932 - Los Angeles, † 2018)
- Stanley Kramer, regista e produttore cinematografico statunitense (New York, n. 1913 - Los Angeles, † 2001)
- Stanley Kubrick, regista, sceneggiatore e produttore cinematografico statunitense (New York, n. 1928 - St Albans, † 1999)
- Stanley Kwan, regista e produttore cinematografico cinese (Hong Kong, n. 1957)
- Stanley Tong, regista e stuntman cinese (Hong Kong, n. 1960)

## Saggisti(1)
- Stanley Lombardo, saggista, traduttore e insegnante statunitense (New Orleans, n. 1943)

## Sassofonisti(1)
- Stanley Turrentine, sassofonista statunitense (Pittsburgh, n. 1934 - New York, † 2000)

## Sceneggiatori(2)
- Stanley Roberts, sceneggiatore statunitense (New York, n. 1916 - Beverly Hills, † 1982)
- Stanley Shapiro, sceneggiatore, scrittore e attore statunitense (Brooklyn, n. 1925 - Los Angeles, † 1990)

## Sciatori alpini(2)
- Stanley Buzek, sciatore alpino statunitense (n. 2005)
- Stanley Hayer, ex sciatore alpino e sciatore freestyle canadese (Edmonton, n. 1973)

## Scrittori(5)
- Stanley Elkin, scrittore statunitense (Brooklyn, n. 1930 - Saint Louis, † 1995)
- Stanley Ellin, scrittore statunitense (Brooklyn, n. 1916 - Brooklyn, † 1986)
- Stanley Johnson, scrittore e politico britannico (Penzance, n. 1940)
- Stanley Middleton, scrittore britannico (Bulwell, n. 1919 - † 2009)
- Stanley G. Weinbaum, scrittore e autore di fantascienza statunitense (Louisville, n. 1902 - † 1935)

## Sollevatori(1)
- Stanley Stanczyk, sollevatore statunitense (n. 1925 - Miami, † 1997)

## Tennisti(1)
- Stanley Matthews, ex tennista britannico (Stoke-upon-Trent, n. 1945)

## Teologi(3)
- Stanley James Grenz, teologo statunitense (Alpena, n. 1950 - † 2005)
- Stanley Hauerwas, teologo statunitense (Dallas, n. 1940)
- Stanley Jaki, teologo, filosofo e saggista ungherese (Győr, n. 1924 - Madrid, † 2009)

## Tipografi(1)
- Stanley Morison, tipografo britannico (Redbridge, n. 1889 - Londra, † 1967)

## Velocisti(2)
- Stanley Glover, velocista canadese (Newcastle upon Tyne, n. 1908 - † 1964)
- Stan Rowley, velocista e mezzofondista australiano (Young, n. 1876 - Manly, † 1924)

## Vescovi cattolici(1)
- Stanley Roman, vescovo cattolico indiano (Punalur, n. 1941)

## Wrestler(1)
- Uncle Elmer, wrestler statunitense (Filadelfia, n. 1937 - Biloxi, † 1992)

## Senza attività specificata(1)
- Stanley Praimnath (Guyana, n. 1956)